# Eleição municipal de Porto Alegre em 2004
A eleição municipal de Porto Alegre em 2004 ocorreu em 3 de outubro de 2004, o primeiro domingo do mês de outubro. O então prefeito era João Verle, do PT, que terminara seu mandato em 1 de janeiro de 2005. 
Dentre nove candidatos a prefeito de Porto Alegre, foi eleito para o cargo o ex-senador José Fogaça, do PPS, no segundo turno, ocorrido no último domingo do mês, 31 de outubro.
A eleição municipal daquele ano pôs fim em 16 anos dos governos petistas. O primeiro prefeito petista foi Olívio Dutra, eleito em 1988.

## Candidatos
|  | Nº | Candidato(a) a prefeito | Candidato(a) a prefeito                                                  | Candidato(a) a vice-prefeito | Candidato(a) a vice-prefeito                             | Coligação |
|  | -- | ----------------------- | ------------------------------------------------------------------------ | ---------------------------- | -------------------------------------------------------- | --- |
|  | 11 |                         | Jair Soares (PP) Jair de Oliveira Soares                                 |                              | Edison Souza (PV) Edison Pereira de Souza                | A União que Faz Bem - Partido Progressista (Brasil) (PP) - Partido Verde (PV) |
|  | 12 |                         | Vieira da Cunha (PDT) Carlos Eduardo Vieira da Cunha                     |                              | Lícia Peres (PDT) Lícia Margarida Macedo de Aguiar Peres | Porto Mais Alegre - Partido Democrático Trabalhista (PDT) - Partido dos Aposentados da Nação (PAN) |
|  | 13 |                         | Raul Pont (PT) Raul Jorge Anglada Pont                                   |                              | Maria do Rosário (PT) Maria do Rosário Nunes             | Frente Popular - Partido dos Trabalhadores (PT) - Partido Social Liberal (PSL) - Partido Trabalhista Nacional (PTN) - Partido Comunista Brasileiro (PCB) - Partido Liberal (PL) - Partido da Mobilização Nacional (PMN) - Partido Comunista do Brasil (PCdoB) |
|  | 15 |                         | Mendes Ribeiro Filho (PMDB) Jorge Alberto Portanova Mendes Ribeiro Filho |                              | Valter Nagelstein (PMDB) Valter Luís da Costa Nagelstein | Mudar de Verdade - Partido do Movimento Democrático Brasileiro (PMDB) - Partido da Social Democrata Cristão (PSDC) - Partido Humanista da Solidariedade (PHS) - Partido de Reedificação da Ordem Nacional (PRONA)                                             |
|  | 16 |                         | Vera Guasso (PSTU) Vera Justina Guasso                                   |                              | Carlos de Almeida (PSTU) Carlos Henrique de Almeida      | Sem coligação - Partido Socialista dos Trabalhadores Unificado (PSTU) |
|  | 23 |                         | José Fogaça (PPS) José Alberto Fogaça de Medeiros                        |                              | Eliseu Santos (PTB) Eliseu Felippe dos Santos            | PPS-PTB - Partido Popular Socialista (PPS) - Partido Trabalhista Brasileiro (PTB) |
|  | 25 |                         | Onyx Lorenzoni (PFL) Onyx de Medeiros Lorenzoni                          |                              | Paulo Brum (PSDB) Paulo César dos Santos Brum            | PFL-PSDB - Partido da Frente Liberal (PFL) - Partido da Social Democracia Brasileira (PSDB) |
|  | 29 |                         | Guilherme Giordano (PCO) Luiz Guilherme Tarrago Giordano                 |                              | Walter Franco (PCO) Walter Franco                        | Sem coligação - Partido da Causa Operária (PCO) |
|  | 40 |                         | Beto Albuquerque (PSB) Luiz Roberto de Albuquerque                       |                              | Ciro Machado (PSC) Ciro Castilho Machado                 | Porto Alegre de Cara Nova - Partido Socialista Brasileiro (PSB) - Partido Social Cristão (PSC) |

## Resultados da eleição para prefeito
| 1º Turno 3 de outubro de 2004 | 1º Turno 3 de outubro de 2004 | 1º Turno 3 de outubro de 2004 | 1º Turno 3 de outubro de 2004 |
| Candidato(a)                  | Vice                          | Votação                       | Votação                       |
| Candidato(a)                  | Vice                          | Total                         | Porcentagem                   |
| ----------------------------- | ----------------------------- | ----------------------------- | ----------------------------- |
| Raul Pont (PT)                | Maria do Rosário (PT)         | 304.135                       | 37,62%                        |
| José Fogaça (PPS)             | Eliseu Santos (PTB)           | 229.113                       | 28,34%                        |
| Onyx Lorenzoni (PFL)          | Paulo Brum (PSDB)             | 80.633                        | 9,98%                         |
| Vieira da Cunha (PDT)         | Lícia Peres (PDT)             | 78.919                        | 9,76%                         |
| Mendes Ribeiro Filho (PMDB)   | Valter Nagelstein (PMDB)      | 47.621                        | 5,89%                         |
| Jair Soares (PP)              | Edison Souza (PV)             | 35.501                        | 4,39%                         |
| Beto Albuquerque (PSB)        | Ciro Machado (PSC)            | 24.588                        | 3,04%                         |
| Vera Guasso (PSTU)            | Carlos de Almeida (PSTU)      | 6.603                         | 0,82%                         |
| Guilherme Giordano (PCO)      | Walter Franco (PCO)           | 1.309                         | 0,16%                         |
| Total de votos válidos        | Total de votos válidos        | 808.422                       | 100,00%                       |
| Votos apurados                |                               |                               |                               |
| Votos válidos                 | Votos válidos                 | 808.422                       | 93,05%                        |
| Votos em branco               | Votos em branco               | 30.638                        | 3,52%                         |
| Votos nulos                   | Votos nulos                   | 29.775                        | 3,43%                         |
| Total de votos apurados       | Total de votos apurados       | 868.835                       | 100,00%                       |
| Eleitores                     |                               |                               |                               |
| Comparecimento                | Comparecimento                | 868.835                       | 86,36%                        |
| Abstenções                    | Abstenções                    | 137.163                       | 13,64%                        |
| Total de eleitores            | Total de eleitores            | 1.005.998                     | 100,00%                       |
| Segundo turno                 |                               |                               |                               |

| 2º Turno 31 de outubro de 2004 | 2º Turno 31 de outubro de 2004 | 2º Turno 31 de outubro de 2004 | 2º Turno 31 de outubro de 2004 |
| Candidato(a)                   | Vice                           | Votação                        | Votação                        |
| Candidato(a)                   | Vice                           | Total                          | Porcentagem                    |
| ------------------------------ | ------------------------------ | ------------------------------ | ------------------------------ |
| José Fogaça (PPS)              | Eliseu Santos (PTB)            | 431.820                        | 53,32%                         |
| Raul Pont (PT)                 | Maria do Rosário (PT)          | 378.099                        | 46,68%                         |
| Total de votos válidos         | Total de votos válidos         | 809.919                        | 100,00%                        |
| Votos apurados                 |                                |                                |                                |
| Votos válidos                  | Votos válidos                  | 809.919                        | 96,10%                         |
| Votos em branco                | Votos em branco                | 13.782                         | 1,64%                          |
| Votos nulos                    | Votos nulos                    | 19.055                         | 2,26%                          |
| Total de votos apurados        | Total de votos apurados        | 842.756                        | 100,00%                        |
| Eleitores                      |                                |                                |                                |
| Comparecimento                 | Comparecimento                 | 842.756                        | 83,77%                         |
| Abstenções                     | Abstenções                     | 163.242                        | 16,23%                         |
| Total de eleitores             | Total de eleitores             | 1.005.998                      | 100,00%                        |
| Eleito                         |                                |                                |                                |